# Horší než smrt
Horší než smrt (v originále Death at a Funeral, tj. Smrt na pohřbu) je britský hraný film z roku 2007, který režíroval Frank Oz. Film popisuje pohřeb, na který se sjede široká rodina, a který pozvolna upadá do chaosu. Snímek měl světovou premiéru na Mezinárodním filmovém festivalu Berlinale 9. února 2007. Film byl v roce 2010 přepracován pod stejným názvem v americké produkci a v roce 2009 v Bollywoodu pod názvem Daddy Cool.

## Děj
Daniel zařizuje otcův pohřeb v domě svých rodičů. Danielova žena navíc chce, aby zajistil půjčku v bance kvůli jejich novému bydlení. Do rodinného sídla se sjíždějí příbuzní. Z New Yorku přijíždí druhý syn Robert, úspěšný spisovatel, který se ale s Danielem nechce dělit o náklady na pohřeb. Dalším je jejich strýc se synem Troyem, který studuje farmacii a dcerou Marthou, která s sebou přivezla přítele Simona. Martha dá Simonovi na uklidnění diazepam, ovšem jedná se směs drog, kterou vyrábí Troy. Dále přijíždí Danielův kamarád Howard a s ním Justin, který chce získat Marthu. Přivážejí s sebou Danielova strýce Alfieho, který je na vozíku. Na pohřbu se objeví též liliput, kterého ale nikdo nezná. Když začne Daniel hovořit nad rakví, Simon dostane halucinace, převrhne rakev a vyklopí tělo pod nohy vdovy. Poté uteče na toaletu, kde se svlékne a nahý běhá po střeše domu. Liliput se v nastalém zmatku představí Danielovi jako milenec jeho zesnulého otce a žádá 15 000 liber za to, že neukáže pozůstalým kompromitující snímky. Daniel se radí s bratrem Robertem. Robert navrhuje liliputa svázat a zneškodnit. V pracovně dojde k zápasu, liliput se udeří při pádu hlavou o stůl a nejeví známky života. Robert navrhuje umístit ho do rakve k otci. Zatímco se celá sešlost shromáždí na trávníku, kde pozoruje nahého Simona na střeše, oba bratři za pomoci Howarda umístí tělo do rakve. Pohřeb pokračuje a Daniel opět mluví nad rakví. Z ní se ale náhle ozve bušení a vyleze z ní liliput. Přitom vytrousí fotografie, které se dostanou do ruky vdově.

## Obsazení
| Matthew Macfadyen | Daniel      |
| Andy Nyman        | Howard      |
| Ewen Bremner      | Justin      |
| Daisy Donovan     | Martha      |
| Alan Tudyk        | Simon       |
| Rupert Graves     | Robert      |
| Peter Vaughan     | strýc Alfie |
| Peter Dinklage    | Peter       |
| Jane Asherová     | Sandra      |
| Keeley Hawes      | Jane        |
| Kris Marshall     | Troy        |
| Thomas Wheatley   | farář       |
| Peter Egan        | Victor      |

## Ocenění
- Filmfestival von Locarno: cena publika
- US Comedy Arts Festival: cena publika